# Вотсонов хотел
Вотсонов хотел (заправо Вотсонов хотел Еспланејд), сада познат под именом Вила Еспланејд, најстарија је сачувана зграда од ливеног гвожђа у Индији. Смештена је у подручју Кала Года у индијском граду Мумбају (старији назив: Бомбај). Зграда је названа по првобитном власнику, Џону Вотсону. Представља вероватно најстарију сачувану вишеспратну зграду на свету у потпуности саграђену од ливеног гвожђа и међу реткима које су саграђене од поменуте легуре. Структура од ливеног и кованог гвожђа саграђена је префабрикацијом, тако што су њени делови за монтажу израђивани у Енглеској од 1867. до 1869. године. 
Хотел је изнајмљен Абдулу Хаку 26. августа 1867. на 999 година уз годишњи закуп од 92 рупије и 12 ана. Затворен је 1960-их, а касније је подељен на мање делове који су изнајмљивани као станови и канцеларије. Упркос томе што је зграда уврштена у II-А категорију материјалне баштине, занемарена је и дошло је до пропадања. Сада се налази у трошном стању. О Вотсоновом хотелу је 2019. снимљен истоимени документарни филм.

## Дизајн
Вотсонов хотел је дизајнирао грађевински инжењер Ровланд Масон Ордиш, који је радио на Кристалној палати у Лондону 1850. године, а затим је дизајнирао низ одливених и кованих гвоздених конструкција, попут мостова и пијачних сала, посебно Алберт мост у Лондону и кров железничке станице Ст Панкрас. Компоненте од ливеног гвожђа и кованог гвожђа су израђене у компанији Ливници Феникс (Phoenix Foundry Company) у Дербију у Енглеској и монтиране на лицу места. Гвоздени оквир састоји се од релативно великих комада, тежих од оних коришћених на Кристалној палати, који могу да носе пет нивоа, дрвене подове и подне плочице, и зидове од опеке. Дизајн је одговорао за тропско окружење постављањем тераса на спољне конзолне који окружују главне фасаде и обезбеђујући велики светлосни простор.
Фабрика чоколаде Мениер у Ноисиелу у Француској, коју је пројектовао архитекта Јулес Саулниер, често се сматра првом вишеспратницом са структуром која је у потпуности састављена од ливеног гвожђа, али је изграђена нешто касније, градња је почела 1869. године, а довршена је 1872. године.

## Историја
Јохн Хадсон Вотсон рођен је 1818. године у замку Керок (Castle Carrock) у Енглеској у земљорадничкој породици, али се 1840 их преселио у Лондон и основао трговину са завесама. Дошавши са братом и два сина у Бомбај 1853. године, развили су успешну трговину са завесама. На првој аукцији ново створеног места Еспланаде у августу 1864. године,  купио је парцеле 11 и 12. Његов првобитни план је био да изради зграду коју би користио као додатну канцеларију и изложбени простор за свој успешан посао. До краја 1865. планови су еволуирали до идеје да изгради луксузни хотел. Монтажне компоненте од ливеног гвожђа почео је да поручује из Енглеске већ октобра 1865. Сви елементи од ливеног гвожђа, циглу, камен и плочице, увезени су из Енглеске. Хотел је изграђен између 1867. и 1869. године, али унутрашњи радови су се одужили тако да је хотел коначно отворен тек 4. фебруара 1871. До тада се Вотсон вратио у Енглеску, где је умро у мају 1871. године, оставивши свог сина Џона Вотсона млађег, да води хотел и трговину са завесама. 
Оригинални дизајн, како је приказан на слици у Институту Вотсон коју је наручио Вотсонов син из 1901. године, а која сада виси у Институту Вотсон у замку Керок., обухватао је планове за традиционални европски мансардни кров, али је изграђен као поједностављени равни кров. 
Хотел је био ексклузиван посао за Европу и био је један од најпознатијих хотела у граду у своје време. У петоспратној структури било је смештено 130 соба за госте, као и предворје, ресторан и бар у приземљу. Хотел је такође имао атријум 30m х 9m, првобитно кориштен као плесна дворана, са стакленим кровним прозором. 
На свом врхунцу, Вотсонов хотел је у свом ресторану и плесној сали запошљавао енглеске конобарице, надахњујући уобичајену шалу у то време: „Да је само Вотсон увезао и енглеско време“.
Изгледа да је власништво припало Вотсоновој супрузи Хани Марији Вотсон, која је склопила уговор о закупу са Сардар Абдул Хаком, Дилер ул Мулком и Дилер ул Даулаом, на период од деветсто деведесет и девет година 26. августа 1867.
Џон Вотсон млађи вратио се у Енглеску 1896. године, а конкуренцијом великог хотела Таџ Махал који је отворен 1903. године, Вотсон је изгубио свој премијерни статус. 1920. године Вотсон је престао да буде хотел и преименован је у Виле Махендра. Године 1944, преименован је у Вила Еспланаде, а 1960-их је подељен у мале станове и канцеларије за изнајмљивање.
Током година, због небриге према згради од стране станара и власника довела је до тога да зграда пропада. Било је неколико је нелегалних преправки, а до 2005. зграрда је била у озбиљно трошном стању. Један од могућих разлога је чињеница да је прикупљена станарина била ниска и није се могла довољно повећати због закона о стабилизацији станарине. 2005. зграда је имала 53 породице и 97 комерцијалних установа. Већина комерцијалних установа су адвокатске коморе при грађанским судовима у Бомбају и оближњем вишем суду у Бомбају.
Зграда је била у власништву Татаса, а раних 80 их је продата Садику Алију.

## Галерија
- Изглед хотела крајем 1860-их
- Вотсонов хотел, 19. век
- Слика „Зграда Џона Вотсона, Бомбај, Индија”, која се тренутно налази у Вотсоновом институту, приказује првобитни дизајн Вотсоновог хотела.

## Истакнути гости
Међу запаженим гостима хотела био је и Марк Твен, који је о градским вранама које је видео испред свог балкона писао у Пратећем екватору .То је такође било прво место у Индији у којем је 1896. године приказан изум браће Лумијер Кинематограф.
Мухамед Али Џина играо је билијар у хотелу, како би зарадио мало додатног новца за себе.
Популарни мит у вези са хотелом био је да је особље Вотсоновог хотела забранило индијском индустријалцу Џамшедџи Тата приступ хотелу. У знак одмазде изградио је хотел Таџ Махал, који се налази у близини индијске капије, 1903. године. Међутим, многи историчари, посебно аутор Схарада Двиведи, оспоравају ову легенду на основу недостатка доказа који доказују да је „Тата био човек освете".

## Тренутно стање
Лоше структурно стање зграде и напори активиста за очување материјалне баштине, да наговоре њеног садашњег власника да инвестира у рестаурацију, били су неуспешни. Италијански архитекта Рензо Пиано објавио је какво је тренутно стање зграде, и а као резултат његових напора, зграда је у јуну 2005. године стављена на листу "100 угрожених светских споменика" од стране Светског фонда споменика са седиштем у Њујорку НВО . Само неколико дана након номинације, део западне фасаде зграде, првобитно балкони а касније претворени у мале канцеларије, срушио се, усмртивши једну особу и здробивши неколико аутомобила и мотоцикала паркираних у улици.
Зграда је наведена као II-А категорија материјалне баштине. 13. јуна 2010. године, Комитет за заштиту наслеђа Мумбаја (МХЦЦ) дао је одобрење за обнову структуре старе 130 година. Радове на рестаурацији требало је платити и извести Управа за становање и развој Махараштре (МХАДА).
Ништа није предузето до 2019. када је МАДА затражила савет за рестаурацију од панела ИИТ а, Савет за рестаурацију је установио да: „Поправци ће бити опасни јер многи структурни елементи зграде нису чврсто повезани једни с другима, било би разборито срушити Виле Еспланаде.“. Ову одлуку су адвокати материјалног наслеђа одмах осудили. Било да се изведе рестаурирација зграде или не, како ће се то финансирати и права станара, били су тада предмет различитих судских случајева до 2020. Стручно веће које је именовао суд утврдило је до јануара 2020. да би зграда могла и требало да буде обновљена.